# Famiglia Anoa'i
La famiglia Anoa'i è una storica famiglia legata al mondo del wrestling e originaria delle Samoa Americane.
Il reverendo Anoa'i Amituana'i e Peter Maivia sono "fratelli di sangue"; la connessione continua anche con Afa Anoa'i e Sika Anoa'i, i quali considerano Maivia loro zio.
Peter Maivia sposò Ofelia Fuataga, la quale aveva già una figlia di nome Feagaimaleata, adottata e cresciuta come fosse sua. Feagaimaleata sposò il wrestler Rocky Johnson e la coppia generò Dwayne Johnson, meglio conosciuto come The Rock. Inoltre Vera Anoa'i, sorella di Afa e Sika, ha sposato Solofa Fatu, dando inizio anche alla dinastia Fatu, di cui fanno parte Umaga, Rikishi e molti altri.

## Membri
|                      |                      |                      |                      |                      |                      |  |  |                            |                            |                            |                            |                            |                            |  |  |                           |                           |                           |                           |                           |                           |  |  |                                      |                                      |                                      |                                      |                                      |                                      |  |  |                                    |                                    |                                    |                                    |                                    |                                    |  |  |                           |                           | Tovale Anoa'i             | Tovale Anoa'i             | Tovale Anoa'i             | Tovale Anoa'i             | Tovale Anoa'i | Tovale Anoa'i |                           |                           | Amituana Anoa'i           | Amituana Anoa'i           | Amituana Anoa'i           | Amituana Anoa'i           | Amituana Anoa'i | Amituana Anoa'i |                                      |                                      |                                      |                                      |                                      |                                      | Fratelli di sangue | Fratelli di sangue | Fratelli di sangue              | Fratelli di sangue              | Fratelli di sangue              | Fratelli di sangue              |                                 |                                 |  |  |                       |                       | Peter Maivia (1937–1982) | Peter Maivia (1937–1982) | Peter Maivia (1937–1982) | Peter Maivia (1937–1982) | Peter Maivia (1937–1982) | Peter Maivia (1937–1982) |                          |                          | Lia Maivia (1927–2008)   | Lia Maivia (1927–2008)   | Lia Maivia (1927–2008)    | Lia Maivia (1927–2008)    | Lia Maivia (1927–2008)    | Lia Maivia (1927–2008)    |                           |                           |                           |                           |                           |                           |                           |                           |                  |                  |                  |                  |                  |                  |  |  |                |                |                |                |                |                |  |  |
|                      |                      |                      |                      |                      |                      |  |  |                            |                            |                            |                            |                            |                            |  |  |                           |                           |                           |                           |                           |                           |  |  |                                      |                                      |                                      |                                      |                                      |                                      |  |  |                                    |                                    |                                    |                                    |                                    |                                    |  |  |                           |                           | Tovale Anoa'i             | Tovale Anoa'i             | Tovale Anoa'i             | Tovale Anoa'i             | Tovale Anoa'i | Tovale Anoa'i |                           |                           | Amituana Anoa'i           | Amituana Anoa'i           | Amituana Anoa'i           | Amituana Anoa'i           | Amituana Anoa'i | Amituana Anoa'i |                                      |                                      |                                      |                                      |                                      |                                      | Fratelli di sangue | Fratelli di sangue | Fratelli di sangue              | Fratelli di sangue              | Fratelli di sangue              | Fratelli di sangue              |                                 |                                 |  |  |                       |                       | Peter Maivia (1937–1982) | Peter Maivia (1937–1982) | Peter Maivia (1937–1982) | Peter Maivia (1937–1982) | Peter Maivia (1937–1982) | Peter Maivia (1937–1982) |                          |                          | Lia Maivia (1927–2008)   | Lia Maivia (1927–2008)   | Lia Maivia (1927–2008)    | Lia Maivia (1927–2008)    | Lia Maivia (1927–2008)    | Lia Maivia (1927–2008)    |                           |                           |                           |                           |                           |                           |                           |                           |                  |                  |                  |                  |                  |                  |  |  |                |                |                |                |                |                |  |  |
|                      |                      |                      |                      |                      |                      |  |  |                            |                            |                            |                            |                            |                            |  |  |                           |                           |                           |                           |                           |                           |  |  |                                      |                                      |                                      |                                      |                                      |                                      |  |  |                                    |                                    |                                    |                                    |                                    |                                    |  |  |                           |                           |                           |                           |                           |                           |               |               |                           |                           |                           |                           |                           |                           |                 |                 |                                      |                                      |                                      |                                      |                                      |                                      |                    |                    |                                 |                                 |                                 |                                 |                                 |                                 |  |  |                       |                       |                          |                          |                          |                          |                          |                          |                          |                          |                          |                          |                           |                           |                           |                           |                           |                           |                           |                           |                           |                           |                           |                           |                  |                  |                  |                  |                  |                  |  |  |                |                |                |                |                |                |  |  |
|                      |                      |                      |                      |                      |                      |  |  |                            |                            |                            |                            |                            |                            |  |  |                           |                           |                           |                           |                           |                           |  |  |                                      |                                      |                                      |                                      |                                      |                                      |  |  |                                    |                                    |                                    |                                    |                                    |                                    |  |  |                           |                           |                           |                           |                           |                           |               |               |                           |                           |                           |                           |                           |                           |                 |                 |                                      |                                      |                                      |                                      |                                      |                                      |                    |                    |                                 |                                 |                                 |                                 |                                 |                                 |  |  |                       |                       |                          |                          |                          |                          |                          |                          |                          |                          |                          |                          |                           |                           |                           |                           |                           |                           |                           |                           |                           |                           |                           |                           |                  |                  |                  |                  |                  |                  |  |  |                |                |                |                |                |                |  |  |
| Lynn Anoa'i          | Lynn Anoa'i          | Lynn Anoa'i          | Lynn Anoa'i          | Lynn Anoa'i          | Lynn Anoa'i          |  |  | Afa Anoa'i sr. (1942-2024) | Afa Anoa'i sr. (1942-2024) | Afa Anoa'i sr. (1942-2024) | Afa Anoa'i sr. (1942-2024) | Afa Anoa'i sr. (1942-2024) | Afa Anoa'i sr. (1942-2024) |  |  | Tumua Anoa'i              | Tumua Anoa'i              | Tumua Anoa'i              | Tumua Anoa'i              | Tumua Anoa'i              | Tumua Anoa'i              |  |  | Junior Anoa'i                        | Junior Anoa'i                        | Junior Anoa'i                        | Junior Anoa'i                        | Junior Anoa'i                        | Junior Anoa'i                        |  |  | Sika Anoa'i (1945-2024)            | Sika Anoa'i (1945-2024)            | Sika Anoa'i (1945-2024)            | Sika Anoa'i (1945-2024)            | Sika Anoa'i (1945-2024)            | Sika Anoa'i (1945-2024)            |  |  | Patricia Anoa'i           | Patricia Anoa'i           | Patricia Anoa'i           | Patricia Anoa'i           | Patricia Anoa'i           | Patricia Anoa'i           |               |               | Afoa Anoa'i               | Afoa Anoa'i               | Afoa Anoa'i               | Afoa Anoa'i               | Afoa Anoa'i               | Afoa Anoa'i               |                 |                 | Vera Anoa'i (1947-2008)              | Vera Anoa'i (1947-2008)              | Vera Anoa'i (1947-2008)              | Vera Anoa'i (1947-2008)              | Vera Anoa'i (1947-2008)              | Vera Anoa'i (1947-2008)              |                    |                    | Solofa Fatu (1945-2020)         | Solofa Fatu (1945-2020)         | Solofa Fatu (1945-2020)         | Solofa Fatu (1945-2020)         | Solofa Fatu (1945-2020)         | Solofa Fatu (1945-2020)         |  |  |                       |                       | Toa Maivia               | Toa Maivia               | Toa Maivia               | Toa Maivia               | Toa Maivia               | Toa Maivia               |                          |                          | Ata Maivia               | Ata Maivia               | Ata Maivia                | Ata Maivia                | Ata Maivia                | Ata Maivia                |                           |                           | Rocky Johnson (1944-2020) | Rocky Johnson (1944-2020) | Rocky Johnson (1944-2020) | Rocky Johnson (1944-2020) | Rocky Johnson (1944-2020) | Rocky Johnson (1944-2020) |                  |                  |                  |                  |                  |                  |  |  |                |                |                |                |                |                |  |  |
| Lynn Anoa'i          | Lynn Anoa'i          | Lynn Anoa'i          | Lynn Anoa'i          | Lynn Anoa'i          | Lynn Anoa'i          |  |  | Afa Anoa'i sr. (1942-2024) | Afa Anoa'i sr. (1942-2024) | Afa Anoa'i sr. (1942-2024) | Afa Anoa'i sr. (1942-2024) | Afa Anoa'i sr. (1942-2024) | Afa Anoa'i sr. (1942-2024) |  |  | Tumua Anoa'i              | Tumua Anoa'i              | Tumua Anoa'i              | Tumua Anoa'i              | Tumua Anoa'i              | Tumua Anoa'i              |  |  | Junior Anoa'i                        | Junior Anoa'i                        | Junior Anoa'i                        | Junior Anoa'i                        | Junior Anoa'i                        | Junior Anoa'i                        |  |  | Sika Anoa'i (1945-2024)            | Sika Anoa'i (1945-2024)            | Sika Anoa'i (1945-2024)            | Sika Anoa'i (1945-2024)            | Sika Anoa'i (1945-2024)            | Sika Anoa'i (1945-2024)            |  |  | Patricia Anoa'i           | Patricia Anoa'i           | Patricia Anoa'i           | Patricia Anoa'i           | Patricia Anoa'i           | Patricia Anoa'i           |               |               | Afoa Anoa'i               | Afoa Anoa'i               | Afoa Anoa'i               | Afoa Anoa'i               | Afoa Anoa'i               | Afoa Anoa'i               |                 |                 | Vera Anoa'i (1947-2008)              | Vera Anoa'i (1947-2008)              | Vera Anoa'i (1947-2008)              | Vera Anoa'i (1947-2008)              | Vera Anoa'i (1947-2008)              | Vera Anoa'i (1947-2008)              |                    |                    | Solofa Fatu (1945-2020)         | Solofa Fatu (1945-2020)         | Solofa Fatu (1945-2020)         | Solofa Fatu (1945-2020)         | Solofa Fatu (1945-2020)         | Solofa Fatu (1945-2020)         |  |  |                       |                       | Toa Maivia               | Toa Maivia               | Toa Maivia               | Toa Maivia               | Toa Maivia               | Toa Maivia               |                          |                          | Ata Maivia               | Ata Maivia               | Ata Maivia                | Ata Maivia                | Ata Maivia                | Ata Maivia                |                           |                           | Rocky Johnson (1944-2020) | Rocky Johnson (1944-2020) | Rocky Johnson (1944-2020) | Rocky Johnson (1944-2020) | Rocky Johnson (1944-2020) | Rocky Johnson (1944-2020) |                  |                  |                  |                  |                  |                  |  |  |                |                |                |                |                |                |  |  |
|                      |                      |                      |                      |                      |                      |  |  |                            |                            |                            |                            |                            |                            |  |  |                           |                           |                           |                           |                           |                           |  |  |                                      |                                      |                                      |                                      |                                      |                                      |  |  |                                    |                                    |                                    |                                    |                                    |                                    |  |  |                           |                           |                           |                           |                           |                           |               |               |                           |                           |                           |                           |                           |                           |                 |                 |                                      |                                      |                                      |                                      |                                      |                                      |                    |                    |                                 |                                 |                                 |                                 |                                 |                                 |  |  |                       |                       |                          |                          |                          |                          |                          |                          |                          |                          |                          |                          |                           |                           |                           |                           |                           |                           |                           |                           |                           |                           |                           |                           |                  |                  |                  |                  |                  |                  |  |  |                |                |                |                |                |                |  |  |
|                      |                      |                      |                      |                      |                      |  |  |                            |                            |                            |                            |                            |                            |  |  |                           |                           |                           |                           |                           |                           |  |  |                                      |                                      |                                      |                                      |                                      |                                      |  |  |                                    |                                    |                                    |                                    |                                    |                                    |  |  |                           |                           |                           |                           |                           |                           |               |               |                           |                           |                           |                           |                           |                           |                 |                 |                                      |                                      |                                      |                                      |                                      |                                      |                    |                    |                                 |                                 |                                 |                                 |                                 |                                 |  |  |                       |                       |                          |                          |                          |                          |                          |                          |                          |                          |                          |                          |                           |                           |                           |                           |                           |                           |                           |                           |                           |                           |                           |                           |                  |                  |                  |                  |                  |                  |  |  |                |                |                |                |                |                |  |  |
|                      |                      |                      |                      |                      |                      |  |  |                            |                            |                            |                            |                            |                            |  |  | Reno Anoa'i (Black Pearl) | Reno Anoa'i (Black Pearl) | Reno Anoa'i (Black Pearl) | Reno Anoa'i (Black Pearl) | Reno Anoa'i (Black Pearl) | Reno Anoa'i (Black Pearl) |  |  | Rodney Anoa'i (Yokozuna) (1966–2000) | Rodney Anoa'i (Yokozuna) (1966–2000) | Rodney Anoa'i (Yokozuna) (1966–2000) | Rodney Anoa'i (Yokozuna) (1966–2000) | Rodney Anoa'i (Yokozuna) (1966–2000) | Rodney Anoa'i (Yokozuna) (1966–2000) |  |  | Matthew Anoa'i (Rosey) (1970-2017) | Matthew Anoa'i (Rosey) (1970-2017) | Matthew Anoa'i (Rosey) (1970-2017) | Matthew Anoa'i (Rosey) (1970-2017) | Matthew Anoa'i (Rosey) (1970-2017) | Matthew Anoa'i (Rosey) (1970-2017) |  |  | Joe Anoa'i (Roman Reigns) | Joe Anoa'i (Roman Reigns) | Joe Anoa'i (Roman Reigns) | Joe Anoa'i (Roman Reigns) | Joe Anoa'i (Roman Reigns) | Joe Anoa'i (Roman Reigns) |               |               | Sam Fatu (Tonga Kid/Tama) | Sam Fatu (Tonga Kid/Tama) | Sam Fatu (Tonga Kid/Tama) | Sam Fatu (Tonga Kid/Tama) | Sam Fatu (Tonga Kid/Tama) | Sam Fatu (Tonga Kid/Tama) |                 |                 | Eddie Fatu (Umaga/Jamal) (1973–2009) | Eddie Fatu (Umaga/Jamal) (1973–2009) | Eddie Fatu (Umaga/Jamal) (1973–2009) | Eddie Fatu (Umaga/Jamal) (1973–2009) | Eddie Fatu (Umaga/Jamal) (1973–2009) | Eddie Fatu (Umaga/Jamal) (1973–2009) |                    |                    | Solofa Fatu, Jr. (Rikishi/Fatu) | Solofa Fatu, Jr. (Rikishi/Fatu) | Solofa Fatu, Jr. (Rikishi/Fatu) | Solofa Fatu, Jr. (Rikishi/Fatu) | Solofa Fatu, Jr. (Rikishi/Fatu) | Solofa Fatu, Jr. (Rikishi/Fatu) |  |  | Talisua Fuavai        | Talisua Fuavai        | Talisua Fuavai           | Talisua Fuavai           | Talisua Fuavai           | Talisua Fuavai           |                          |                          |                          |                          |                          |                          | Dwayne Johnson (The Rock) | Dwayne Johnson (The Rock) | Dwayne Johnson (The Rock) | Dwayne Johnson (The Rock) | Dwayne Johnson (The Rock) | Dwayne Johnson (The Rock) |                           |                           | Dany Garcia               | Dany Garcia               | Dany Garcia               | Dany Garcia               | Dany Garcia      | Dany Garcia      |                  |                  |                  |                  |  |  |                |                |                |                |                |                |  |  |
|                      |                      |                      |                      |                      |                      |  |  |                            |                            |                            |                            |                            |                            |  |  | Reno Anoa'i (Black Pearl) | Reno Anoa'i (Black Pearl) | Reno Anoa'i (Black Pearl) | Reno Anoa'i (Black Pearl) | Reno Anoa'i (Black Pearl) | Reno Anoa'i (Black Pearl) |  |  | Rodney Anoa'i (Yokozuna) (1966–2000) | Rodney Anoa'i (Yokozuna) (1966–2000) | Rodney Anoa'i (Yokozuna) (1966–2000) | Rodney Anoa'i (Yokozuna) (1966–2000) | Rodney Anoa'i (Yokozuna) (1966–2000) | Rodney Anoa'i (Yokozuna) (1966–2000) |  |  | Matthew Anoa'i (Rosey) (1970-2017) | Matthew Anoa'i (Rosey) (1970-2017) | Matthew Anoa'i (Rosey) (1970-2017) | Matthew Anoa'i (Rosey) (1970-2017) | Matthew Anoa'i (Rosey) (1970-2017) | Matthew Anoa'i (Rosey) (1970-2017) |  |  | Joe Anoa'i (Roman Reigns) | Joe Anoa'i (Roman Reigns) | Joe Anoa'i (Roman Reigns) | Joe Anoa'i (Roman Reigns) | Joe Anoa'i (Roman Reigns) | Joe Anoa'i (Roman Reigns) |               |               | Sam Fatu (Tonga Kid/Tama) | Sam Fatu (Tonga Kid/Tama) | Sam Fatu (Tonga Kid/Tama) | Sam Fatu (Tonga Kid/Tama) | Sam Fatu (Tonga Kid/Tama) | Sam Fatu (Tonga Kid/Tama) |                 |                 | Eddie Fatu (Umaga/Jamal) (1973–2009) | Eddie Fatu (Umaga/Jamal) (1973–2009) | Eddie Fatu (Umaga/Jamal) (1973–2009) | Eddie Fatu (Umaga/Jamal) (1973–2009) | Eddie Fatu (Umaga/Jamal) (1973–2009) | Eddie Fatu (Umaga/Jamal) (1973–2009) |                    |                    | Solofa Fatu, Jr. (Rikishi/Fatu) | Solofa Fatu, Jr. (Rikishi/Fatu) | Solofa Fatu, Jr. (Rikishi/Fatu) | Solofa Fatu, Jr. (Rikishi/Fatu) | Solofa Fatu, Jr. (Rikishi/Fatu) | Solofa Fatu, Jr. (Rikishi/Fatu) |  |  | Talisua Fuavai        | Talisua Fuavai        | Talisua Fuavai           | Talisua Fuavai           | Talisua Fuavai           | Talisua Fuavai           |                          |                          |                          |                          |                          |                          | Dwayne Johnson (The Rock) | Dwayne Johnson (The Rock) | Dwayne Johnson (The Rock) | Dwayne Johnson (The Rock) | Dwayne Johnson (The Rock) | Dwayne Johnson (The Rock) |                           |                           | Dany Garcia               | Dany Garcia               | Dany Garcia               | Dany Garcia               | Dany Garcia      | Dany Garcia      |                  |                  |                  |                  |  |  |                |                |                |                |                |                |  |  |
|                      |                      |                      |                      |                      |                      |  |  |                            |                            |                            |                            |                            |                            |  |  |                           |                           |                           |                           |                           |                           |  |  |                                      |                                      |                                      |                                      |                                      |                                      |  |  |                                    |                                    |                                    |                                    |                                    |                                    |  |  |                           |                           |                           |                           |                           |                           |               |               |                           |                           |                           |                           |                           |                           |                 |                 |                                      |                                      |                                      |                                      |                                      |                                      |                    |                    |                                 |                                 |                                 |                                 |                                 |                                 |  |  |                       |                       |                          |                          |                          |                          |                          |                          |                          |                          |                          |                          |                           |                           |                           |                           |                           |                           |                           |                           |                           |                           |                           |                           |                  |                  |                  |                  |                  |                  |  |  |                |                |                |                |                |                |  |  |
|                      |                      |                      |                      |                      |                      |  |  |                            |                            |                            |                            |                            |                            |  |  |                           |                           |                           |                           |                           |                           |  |  |                                      |                                      |                                      |                                      |                                      |                                      |  |  |                                    |                                    |                                    |                                    |                                    |                                    |  |  |                           |                           |                           |                           |                           |                           |               |               |                           |                           |                           |                           |                           |                           |                 |                 |                                      |                                      |                                      |                                      |                                      |                                      |                    |                    |                                 |                                 |                                 |                                 |                                 |                                 |  |  |                       |                       |                          |                          |                          |                          |                          |                          |                          |                          |                          |                          |                           |                           |                           |                           |                           |                           |                           |                           |                           |                           |                           |                           |                  |                  |                  |                  |                  |                  |  |  |                |                |                |                |                |                |  |  |
| Samula Anoa'i (Samu) | Samula Anoa'i (Samu) | Samula Anoa'i (Samu) | Samula Anoa'i (Samu) | Samula Anoa'i (Samu) | Samula Anoa'i (Samu) |  |  | Afa Anoa'i Jr. (Manu)      | Afa Anoa'i Jr. (Manu)      | Afa Anoa'i Jr. (Manu)      | Afa Anoa'i Jr. (Manu)      | Afa Anoa'i Jr. (Manu)      | Afa Anoa'i Jr. (Manu)      |  |  | Bernadette Anoa'i-Shroyer | Bernadette Anoa'i-Shroyer | Bernadette Anoa'i-Shroyer | Bernadette Anoa'i-Shroyer | Bernadette Anoa'i-Shroyer | Bernadette Anoa'i-Shroyer |  |  | Lloyd Anoa'i (L.A. Smooth)           | Lloyd Anoa'i (L.A. Smooth)           | Lloyd Anoa'i (L.A. Smooth)           | Lloyd Anoa'i (L.A. Smooth)           | Lloyd Anoa'i (L.A. Smooth)           | Lloyd Anoa'i (L.A. Smooth)           |  |  | Monica Anoa'i                      | Monica Anoa'i                      | Monica Anoa'i                      | Monica Anoa'i                      | Monica Anoa'i                      | Monica Anoa'i                      |  |  | Gary Albright (1963–2000) | Gary Albright (1963–2000) | Gary Albright (1963–2000) | Gary Albright (1963–2000) | Gary Albright (1963–2000) | Gary Albright (1963–2000) |               |               | Jacob Fatu                | Jacob Fatu                | Jacob Fatu                | Jacob Fatu                | Jacob Fatu                | Jacob Fatu                |                 |                 | Trinity McCray (Naomi)               | Trinity McCray (Naomi)               | Trinity McCray (Naomi)               | Trinity McCray (Naomi)               | Trinity McCray (Naomi)               | Trinity McCray (Naomi)               |                    |                    | Jonathan Fatu (Jimmy Uso)       | Jonathan Fatu (Jimmy Uso)       | Jonathan Fatu (Jimmy Uso)       | Jonathan Fatu (Jimmy Uso)       | Jonathan Fatu (Jimmy Uso)       | Jonathan Fatu (Jimmy Uso)       |  |  | Joshua Fatu (Jey Uso) | Joshua Fatu (Jey Uso) | Joshua Fatu (Jey Uso)    | Joshua Fatu (Jey Uso)    | Joshua Fatu (Jey Uso)    | Joshua Fatu (Jey Uso)    |                          |                          | Joseph Fatu (Solo Sikoa) | Joseph Fatu (Solo Sikoa) | Joseph Fatu (Solo Sikoa) | Joseph Fatu (Solo Sikoa) | Joseph Fatu (Solo Sikoa)  | Joseph Fatu (Solo Sikoa)  |                           |                           | Thavana Monalisa          | Thavana Monalisa          | Thavana Monalisa          | Thavana Monalisa          | Thavana Monalisa          | Thavana Monalisa          |                           |                           | Jeremiah Peniata | Jeremiah Peniata | Jeremiah Peniata | Jeremiah Peniata | Jeremiah Peniata | Jeremiah Peniata |  |  | Simone Johnson | Simone Johnson | Simone Johnson | Simone Johnson | Simone Johnson | Simone Johnson |  |  |
| Samula Anoa'i (Samu) | Samula Anoa'i (Samu) | Samula Anoa'i (Samu) | Samula Anoa'i (Samu) | Samula Anoa'i (Samu) | Samula Anoa'i (Samu) |  |  | Afa Anoa'i Jr. (Manu)      | Afa Anoa'i Jr. (Manu)      | Afa Anoa'i Jr. (Manu)      | Afa Anoa'i Jr. (Manu)      | Afa Anoa'i Jr. (Manu)      | Afa Anoa'i Jr. (Manu)      |  |  | Bernadette Anoa'i-Shroyer | Bernadette Anoa'i-Shroyer | Bernadette Anoa'i-Shroyer | Bernadette Anoa'i-Shroyer | Bernadette Anoa'i-Shroyer | Bernadette Anoa'i-Shroyer |  |  | Lloyd Anoa'i (L.A. Smooth)           | Lloyd Anoa'i (L.A. Smooth)           | Lloyd Anoa'i (L.A. Smooth)           | Lloyd Anoa'i (L.A. Smooth)           | Lloyd Anoa'i (L.A. Smooth)           | Lloyd Anoa'i (L.A. Smooth)           |  |  | Monica Anoa'i                      | Monica Anoa'i                      | Monica Anoa'i                      | Monica Anoa'i                      | Monica Anoa'i                      | Monica Anoa'i                      |  |  | Gary Albright (1963–2000) | Gary Albright (1963–2000) | Gary Albright (1963–2000) | Gary Albright (1963–2000) | Gary Albright (1963–2000) | Gary Albright (1963–2000) |               |               | Jacob Fatu                | Jacob Fatu                | Jacob Fatu                | Jacob Fatu                | Jacob Fatu                | Jacob Fatu                |                 |                 | Trinity McCray (Naomi)               | Trinity McCray (Naomi)               | Trinity McCray (Naomi)               | Trinity McCray (Naomi)               | Trinity McCray (Naomi)               | Trinity McCray (Naomi)               |                    |                    | Jonathan Fatu (Jimmy Uso)       | Jonathan Fatu (Jimmy Uso)       | Jonathan Fatu (Jimmy Uso)       | Jonathan Fatu (Jimmy Uso)       | Jonathan Fatu (Jimmy Uso)       | Jonathan Fatu (Jimmy Uso)       |  |  | Joshua Fatu (Jey Uso) | Joshua Fatu (Jey Uso) | Joshua Fatu (Jey Uso)    | Joshua Fatu (Jey Uso)    | Joshua Fatu (Jey Uso)    | Joshua Fatu (Jey Uso)    |                          |                          | Joseph Fatu (Solo Sikoa) | Joseph Fatu (Solo Sikoa) | Joseph Fatu (Solo Sikoa) | Joseph Fatu (Solo Sikoa) | Joseph Fatu (Solo Sikoa)  | Joseph Fatu (Solo Sikoa)  |                           |                           | Thavana Monalisa          | Thavana Monalisa          | Thavana Monalisa          | Thavana Monalisa          | Thavana Monalisa          | Thavana Monalisa          |                           |                           | Jeremiah Peniata | Jeremiah Peniata | Jeremiah Peniata | Jeremiah Peniata | Jeremiah Peniata | Jeremiah Peniata |  |  | Simone Johnson | Simone Johnson | Simone Johnson | Simone Johnson | Simone Johnson | Simone Johnson |  |  |
|                      |                      |                      |                      |                      |                      |  |  |                            |                            |                            |                            |                            |                            |  |  |                           |                           |                           |                           |                           |                           |  |  |                                      |                                      |                                      |                                      |                                      |                                      |  |  |                                    |                                    |                                    |                                    |                                    |                                    |  |  |                           |                           |                           |                           |                           |                           |               |               |                           |                           |                           |                           |                           |                           |                 |                 |                                      |                                      |                                      |                                      |                                      |                                      |                    |                    |                                 |                                 |                                 |                                 |                                 |                                 |  |  |                       |                       |                          |                          |                          |                          |                          |                          |                          |                          |                          |                          |                           |                           |                           |                           |                           |                           |                           |                           |                           |                           |                           |                           |                  |                  |                  |                  |                  |                  |  |  |                |                |                |                |                |                |  |  |
|                      |                      |                      |                      |                      |                      |  |  |                            |                            |                            |                            |                            |                            |  |  |                           |                           |                           |                           |                           |                           |  |  |                                      |                                      |                                      |                                      |                                      |                                      |  |  |                                    |                                    |                                    |                                    |                                    |                                    |  |  |                           |                           |                           |                           |                           |                           |               |               |                           |                           |                           |                           |                           |                           |                 |                 |                                      |                                      |                                      |                                      |                                      |                                      |                    |                    |                                 |                                 |                                 |                                 |                                 |                                 |  |  |                       |                       |                          |                          |                          |                          |                          |                          |                          |                          |                          |                          |                           |                           |                           |                           |                           |                           |                           |                           |                           |                           |                           |                           |                  |                  |                  |                  |                  |                  |  |  |                |                |                |                |                |                |  |  |
| Lance Anoa'i         |                      |                      |                      |                      |                      |  |  |                            |                            |                            |                            |                            |                            |  |  |                           |                           |                           |                           |                           |                           |  |  |                                      |                                      |                                      |                                      |                                      |                                      |  |  |                                    |                                    |                                    |                                    |                                    |                                    |  |  |                           |                           |                           |                           |                           |                           |               |               |                           |                           |                           |                           |                           |                           |                 |                 |                                      |                                      |                                      |                                      |                                      |                                      |                    |                    |                                 |                                 |                                 |                                 |                                 |                                 |  |  |                       |                       |                          |                          |                          |                          |                          |                          |                          |                          |                          |                          |                           |                           |                           |                           |                           |                           |                           |                           |                           |                           |                           |                           |                  |                  |                  |                  |                  |                  |  |  |                |                |                |                |                |                |  |  |

## Tag-team e stable

### Samoan Gangstas
I Samoan Gangstas sono stati un tag team attivo nella federazione indipendente World Xtreme Wrestling (WXW).
La coppia era formata dai due cugini Matt E. Smalls e Sweet Sammy Silk (Matt e Samu Anoa'i). Il tag team si formò nel 1997 nella WXW, compagnia di proprietà di Afa Anoa'i sr. Il 24 giugno vinsero il loro primo titolo, il WXW Tag Team Championship, sconfiggendo i Love Connection (Sweet Daddy Jay Love e Georgie Love). Tuttavia la coppia venne sospesa temporaneamente e il titolo dichiarato vacante. Matt venne ribattezzato Matty Smalls. Il tag team ritornò nell'estate del 1997 e il 17 settembre sconfisse i Siberian Express (The Mad Russian e Russian Eliminator), aggiudicandosi il secondo WXW Tag Team Championship.
Successivamente sorsero problemi tra Smalls e Smooth, che iniziarono una faida tra di loro. Il 27 marzo 1998 Smooth sconfisse Smalls in un Loser Leaves Town match  Smalls fu costretto a lasciare la federazione. Egli lasciò la WXW mentre Smooth si concentrò sulla competizione singola. Dopo qualche tempo Smalls tornò alla WXW e i due si riunirono come Samoan Gangstas. Ebbero delle rivalità con svariati tag team, ma a causa di problemi famigliari e dissidi tra di loro non presero parte al torneo per l'assegnazione del WXW Tag Team Championship, scontrandosi invece nuovamente l'uno contro l'altro. Smalls lasciò la WXW definitivamente e iniziò a lottare con il ring name di Kimo. In coppia con Ekmo (Eddie Fatu) diede vita agli Island Boyz nella Frontier Martial-Arts Wrestling prima di firmare per la WWE e lottare nei suoi territori di sviluppo.

### The Sons of Samoa
I Sons of Samoa sono un tag team attivo nel World Wrestling Council (WWC) e nella WXW composto da Afa Jr. e L.A. Smooth (Lloyd).
Il tag team ebbe origine nel 1998 nella WXW, inizialmente come stable capeggiata da Samu (Samula). Il gruppo si riformò poi nell'aprile 2009 come tag team. Nel 2013 i due iniziarono a lottare nella WWC di Porto Rico.